# Хоросниця
Хо́росниця — село в Україні, в Яворівському районі Львівської області, підпорядковане Мостиській міській громаді. Населення становить 579 осіб. Орган місцевого самоврядування — Мостиська міська рада.